# Правова система Ватикану
Правова система міста-держави Ватикан містить у собі багато складових, найважливішою з них є Основний Закон міста-держави Ватикан, по суті це Конституція міста-держави Ватикан. Кримінально-процесуальний Кодекс регулює трибунали (суди), а Латеранський Договір регулює відносини з Італійською Республікою.

## Основний закон
Основний Закон міста-держави Ватикан, який оприлюднив Папа Римський-Іоанн Павло II, 26 листопада 2000 року, складається з 20 статей і є Конституцією міста-держави Ватикан. Він набув чинності 22 лютого 2001 року, у свято Святого Петра, апостола, і в повному обсязі замінив Основний закон Ватикану оприлюднений Папою Пієм XI 7 червня 1929 року (закон № . I). Всі норми, що діяли у місті-державі Ватикан і не були узгоджені з новим законом були скасовані, і оригінал Основного Закону, з печаткою міста-держави Ватикан, був поміщений в Архів законів міста-держави Ватикан і аналогічний текст був опублікований в Додатку до Acta Apostolicae Sedis

## Судова влада
Судову систему Ватикану складають:
- Єдиний суддя (GiudiceUnico) з обмеженою юрисдикцією
- Трибунал (Tribunale) до складу якого входять, чотири члени
- Апеляційний суд (Corted'Appello), що складається з  чотирьох членів
- Верховний суд (Corte di Cassazione)який становлять три члени

Правосуддя здійснюється від імені Верховного Понтифіка.
Єдиний суддя повинен бути громадянином Ватикану, також, він може одночасно служити членом трибуналу. Сам трибунал складається з голови й трьох інших суддів (проте, були випадки рішення справ куріями у складі трьох суддів). Промоутер (активатор) правосуддя (Promotore di Giustizia) виступає як адвокат як у трибуналі, так і в суді єдиного судді. Члени трибуналу, єдиний суддя і промоутер правосуддя — вони усі є юристами-мирянами, які призначаються Папою Римським.
У четвер, 7 травня 2015 року, Папа Римський Франциск призначений суддею Церковного суду міста-держави Ватикан, Преподобним монсеньйором Лусіо Банерджі, духовенством Римсько-католицької єпархії Тревізо, в Тревізо (Італія), і преподобним отцем Паоло Скевола, Римсько-католицької єпархії Віджевано, для служіння нотаріальним актуарієм (службовцем суду) в той же суд;  вони є посадовими особами в загальних справах Державного секретаріату Святого Престолу.
Апеляційний суд складається з голови й трьох інших суддів (за аналогією з трибуналом, були  випадки рішення справ курією у складі трьох суддів). Члени Апеляційного суду призначаються Папою Римським, строком на п'ять років і є церковнослужителями і мирянами. Промоутером правосуддя Апеляційного суду Ватикану нині, за призначенням Папи Римського Франциска від середи, 12 червня 2013 року, є професор Рафаель Коппола, професор юридичного факультету Державного університету Барі в Барі, Італія, і член колегії адвокатів з розгляду основних принципів і цивільного права у Святому Престолі (Ватикані).
Верховний суд складається з його голови, на цей час з 2014 року, за законом Кардинал-префекту Апостольської Сигнатури, — це кардинал Домінік Мамберті, і двох інших кардиналів, які призначаються Президентом на щорічній основі, і які також повинні бути членами Сигнатури.
Усі суди мають своє місце в Palazzodel Tribunale, на площі Piazza Santa Marta, позаду базиліки Святого Петра.

## Законодавство
Велика частина законодавства заснована на Італійському кодексі  1889. Воно застаріло з усіх боків. У 2013 році до нього було внесено зміни, з метою включення низки конвенцій Організації Об'єднаних Націй, підписаних протягом багатьох років та діючих нині. Кримінальний кодекс тепер містить в собі особливості визначення відмивання грошей, перерахований список сексуальних злочинів, та порушення конфіденційності. Відтоді як у 2013 році Папа Римський Франциск скасував довічне ув'язнення; максимальне покарання становить від 30 до 35 років позбавлення волі.
У 2008 році Ватикан заявив, що він більше не буде автоматично приймати нові італійські закони, оскільки багато цих законів розходяться з католицькою доктриною. Ця заява була зроблена в результаті конфлікту права на життя у справі Елуана Енгларо. Існуючий закон передбачав, що італійські закони рецепувалися автоматично, за винятком двосторонніх договорів або тих, які мають різку розбіжність з основою канонічного права. Відповідно до нової процедури, Ватикан розглядає італійські закони, перш ніж виносити рішення про їх рецепцію . Проте, Ватикан і раніше не завжди реципував італійські закони й за старою процедурою, тому мало що змінилося, що за словами одного журналіста є «замаскованим попередженням» італійському уряду.